# Leo Altaras
Leo Altaras (* 31. Oktober 2000 in Berlin) ist ein deutscher Schauspieler, Produzent und DJ.

## Leben
Leo Altaras wurde als Sohn der kroatisch-jüdischen Schauspielerin Adriana Altaras und des Komponisten Wolfgang Böhmer geboren und wuchs in Berlin auf. Der Schauspieler Aaron Altaras ist sein älterer Bruder.
In jungen Jahren sammelte Altaras erste Schauspielerfahrungen bei den Dreharbeiten von Mein Führer (2007) von Regisseur Dani Levy. Eine erste Hauptrolle hatte er in dem Fernsehfilm Geschlechterkrieg aus dem Jahr 2009 aus der Krimiserie Ein starkes Team.
Nach einer längeren Schauspielpause kehrte Altaras neben Clemens Schick und Jana McKinnon mit dem deutschen Spielfilm Servus Papa, See You in Hell (2022) zurück auf die Leinwand, was ihm eine Nominierung für den Förderpreis Neues Deutsches Kino in der Kategorie „Schauspiel“ einbrachte.
Im Jahr 2019 stand Altaras zum ersten Mal im Staatstheater Wiesbaden auf der Bühne, wo er eine Rolle bei der Theateradaption des Romans Hier Bin Ich von Jonathan Safran Foer übernahm.
Leo Altaras bildet gemeinsam mit seinem Bruder Aaron Altaras das Musikprojekt ALCATRAZ. Seit 2021 veröffentlicht das Duo regelmäßig Musik über das Berliner Label Live From Earth.
2024 wurde die Serie Die Zweiflers veröffentlicht, in der Altaras die Rolle des Leon Zweifler spielt. Die Serie gewann den Hauptpreis der besten Serie bei Canneseries.

## Filmografie
- 2007: Mein Führer – Die wirklich wahrste Wahrheit über Adolf Hitler
- 2007: Max Minsky und ich
- 2009: Ein starkes Team: Geschlechterkrieg
- 2010: Die Kinder von Blankenese
- 2014: Titos Brille
- 2021: Gefangen
- 2022: Servus Papa, See You in Hell
- 2023: Sexuell verfügbar
- 2023: Die Herrlichkeit des Lebens
- 2024: Die Zweiflers (Miniserie)

## Auszeichnungen
- 2022: Nominierung beim Filmfest München für den Förderpreis Neues Deutsches Kino für Servus Papa, See You in Hell in der Kategorie „Schauspiel“
- 2024: Hessischer Fernsehpreis in der Kategorie „Bestes Ensemble“ für Die Zweiflers